# Adesmia pusilla
Adesmia pusilla är en ärtväxtart som beskrevs av Rodolfo Amando Philippi. Adesmia pusilla ingår i släktet Adesmia och familjen ärtväxter. Inga underarter finns listade i Catalogue of Life.